# Gang de l'Ohio

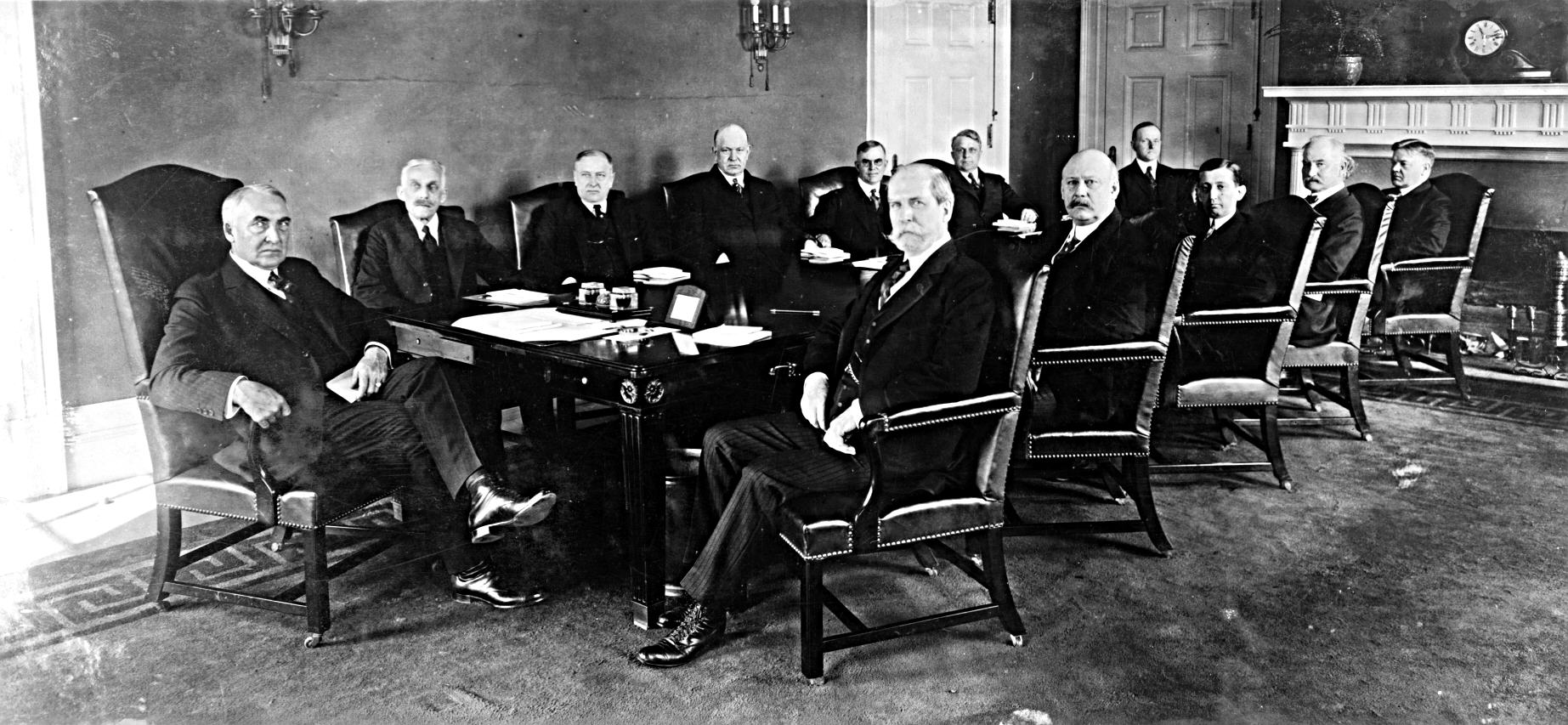
Gang de l'Ohio, le Président Warren G. Harding 1921

Le gang de l'Ohio (Ohio Gang, 1920-1923) est le nom donné à un groupe de politiciens et de chefs d'industrie proches du président des États-Unis Warren G. Harding. Beaucoup entrèrent dans l'entourage de celui-ci lorsqu'il était gouverneur puis représentant de l'Ohio au Congrès américain, d'où ce nom.
Durant l'administration Harding, plusieurs membres de ce groupe furent impliqués dans des scandales financiers dont le scandale du Teapot Dome et des malversations au département américain de la Justice. Plusieurs furent condamnés à de la prison et certains se suicidèrent. À la suite de la mort soudaine par crise cardiaque d'Harding en 1923, plusieurs membres du « gang de l'Ohio » furent écartés des allées du pouvoir par Calvin Coolidge, le vice-président qui succéda à Harding. 